# アンジュルムステーション1422
アンジュルムステーション1422（あんじゅるむすてーしょん いちよんにいにい）は、毎週日曜日の24:00 - 24:30に放送されているアンジュルムがパーソナリティを務めるラジオ日本制作のラジオ番組。旧タイトルはSS1422（スマイレージステーション1422の略。2014年12月まで）、AS1422（略称。2016年3月まで）。

## 番組概要
- 番組当初は、スマイレージ2期の4人をパーソナリティとして固定。1期（和田彩花・福田花音）は、スペシャルコメンテーターとして時折ゲスト出演していた。
- 全メンバーが順次ランダムに出演する編成に変わった後も、必ず1人は2期メンバーが含まれていたが、2017年11月12日放送にて初めて全員が2期メンバー以外の編成（室田瑞希・上國料萌衣・笠原桃奈）となり、これ以後は2期メンバーの含まれない回も多くみられるようになった。2期メンバー全員が卒業した2023年6月25日放送以降は全ての回が2期メンバーを含まない編成となっている。
- 現在は3人での放送が基本であり、うち1人がキャスターとして進行役に回り、残りのメンバーがコメンテーター役に回る。
- 開始当初は15分番組だったが、20分への変更を経て、2013年10月6日よりは30分番組となった。
- 「audiobook.jp」にて有料配信され、過去1か月以内のオンエア分が聴取可能である。
- 番組放送中にも、公式Twitterでは情報更新を行なっている。

## 出演者
※放送当時の在籍メンバー
- 2013年1月 - 2014年12月：スマイレージ2期
- 2015年1月以降：アンジュルム

### 現在の出演者
| 出演者     | 初出演         | 個人コーナー                                                        |
| ---------- | -------------- | ------------------------------------------------------------------- |
| 上國料萌衣 | 2016年01月10日 | 上國料萌衣の目指せ!MCクイーン→ どうも、ナルシス萌衣です→ 神ッション |
| 川村文乃   | 2017年09月24日 | 川村、教えて                                                        |
| 伊勢鈴蘭   | 2019年04月07日 | キューティーれらたんのひととき♡                                     |
| 橋迫鈴     | 2019年09月01日 | 団長橋迫!→ 橋迫インポッシブル                                       |
| 川名凜     | 2021年01月03日 | ケロー!プロジェクト通信                                             |
| 為永幸音   | 2021年01月03日 | しおんぬのハッピーメーカー                                          |
| 松本わかな | 2021年01月03日 | 松本わかなのわっきゃない(Z)                                         |
| 平山遊季   | 2022年01月16日 | 平山遊季の１ぺいじ                                                  |
| 下井谷幸穂 | 2023年08月17日 |                                                                     |
| 後藤花     | 2023年08月17日 |                                                                     |

### 過去の出演者
| 出演者       | 出演期間                        | 個人コーナー                                              |
| ------------ | ------------------------------- | --------------------------------------------------------- |
| 福田花音     | 2013年03月31日 - 2015年08月30日 | マロテスクステーション1422                                |
| 田村芽実     | 2013年01月06日 - 2016年05月29日 | 劇団田村!芽実の昭和アルバム                               |
| 相川茉穂     | 2015年03月08日 - 2016年12月25日 | 茉穂相川の○○な話                                          |
| 和田彩花     | 2013年04月07日 - 2019年06月16日 | 乙女の絵画案内ステーション1422                            |
| 勝田里奈     | 2013年01月06日 - 2019年09月22日 | ばくわら通信                                              |
| 中西香菜     | 2013年01月06日 - 2019年12月08日 | ナカニ・シネマ・パラダイス                                |
| 太田遥香     | 2019年04月07日 - 2020年02月16日 |                                                           |
| 室田瑞希     | 2015年02月22日 - 2020年03月15日 | 団長室田!                                                 |
| 船木結       | 2017年08月27日 - 2020年12月06日 | キューティーむすぶたんのひととき♡                         |
| 笠原桃奈     | 2016年07月30日 - 2021年11月07日 | 笠原Music川柳                                             |
| 竹内朱莉     | 2013年01月06日 - 2023年06月18日 | あかりのジャイアンツ元気100万点!入れ込み情報→フリートーク |
| 佐々木莉佳子 | 2015年03月08日 - 2024年06月16日 | 莉佳子佐々木のHOTな話                                     |

## 放送局・放送時間
現在のネット局
| 放送局      | 地上波放送対象地域 | radiko無料配信地域 | 放送開始日     | 放送時間          | 放送基準 |
| ----------- | ------------------ | ------------------ | -------------- | ----------------- | -------- |
| ラジオ日本  | 神奈川県           | 関東地方           | 2013年01月06日 | 日曜24:00 - 24:30 | 制作局   |
| RKK熊本放送 | 熊本県             | 熊本県             | 2016年09月26日 | 月曜23:30 - 24:00 | 1日遅れ  |
| RKC高知放送 | 高知県             | 高知県             | 2024年04月01日 | 月曜19:00 - 19:30 | 1日遅れ  |

過去のネット局
| 放送局      | 地上波放送対象地域 | 放送期間                       |
| ----------- | ------------------ | ------------------------------ |
| tbc東北放送 | 宮城県             | 2021年10月22日 - 2023年3月31日 |

放送時間の変遷
制作局：ラジオ日本
- 日曜25:00 - 25:15（2013年1月6日 - 2013年3月31日）
- 日曜25:00 - 25:20（2013年4月7日 - 2013年9月29日）
- 日曜25:00 - 25:30（2013年10月6日 - 2015年3月29日）
- 日曜24:30 - 25:00（2015年4月5日 - 2016年9月25日）
- 日曜24:00 - 24:30（2016年10月2日以降）

## 特別番組
- 2013年02月24日 24:30（45分）：SMS1422（SATOYAMA movement ステーション1422）【徳永千奈美、竹内朱莉】
- 2013年06月16日 25:00（30分）：スマイレージ6人全員集合!30分スペシャル（10分拡大）
- 2013年09月01日 24:30（50分）：BZSS1422（『BZS1422』との合体スペシャル）
- 2015年03月08日 24:30（60分）：アンジュルム スターティング・ライブツアー 2015 スプリング 直前スッペシャル!（『BZS1422最終回スペシャル』による番組休止の代替）
- 2016年05月29日 24:30（60分）：田村芽実卒業記念 アメリカ4人で1時間スペシャル
- 2019年12月29日 24:00（60分）：※『カントリー・ガールズの只今ラジオ放送中!!』の番組終了に伴う、代替拡大版
- 2021年01月03日 24:00（60分）：新メンバー初登場スペシャル!!!
- 2024年06月16日 24:00（60分）：佐々木莉佳子FINALスペシャル

## ゲスト
- 2014年6月15日：ホリ
- 2014年9月28日：高橋愛（『カラアゲ☆USA』の宣伝）
- 2014年12月7日：南晶人（劇団田村!ライオンキングスペシャル!!）